# Christine Larsen
Christine Larsen (ur. 15 grudnia 1967 w Coquitlam) – kanadyjska pływaczka synchroniczna, wicemistrzyni olimpijska.
Startowała na igrzyskach Wspólnoty Narodów w Auckland, gdzie zdobyła złoty medal w konkurencji duetów. Rok później została wicemistrzynią świata w konkurencji drużyn. W 1996 uczestniczyła w igrzyskach olimpijskich w Atlancie, gdzie udało się zdobyć razem z innymi koleżankami z kadry srebrny medal (Kanadyjki uzyskały ostatecznie rezultat 98,367 pkt).
Jest siostrą Karin Larsen, również pływaczki synchronicznej i olimpijki.